# Kifigyelés
A számítástechnikában a kifigyelés (shoulder surfing) egy közvetlen megfigyelési technikát jelent, mintha csak keresztülnéznénk valakinek a vállán, hogy információt szerezhessünk. A kifigyelés igazán hatékony zsúfolt helyeken, mert itt könnyű megfigyelni valakit, hogy:
- kitölt egy űrlapot
- beírja a PIN kódját egy ATM-be vagy  egy POS Terminal-ba
- egy telefonkártyát használ egy nyilvános telefonfülkében
- jelszót ad meg egy cybercafe-ban, nyilvános és egyetemi könyvtárban, vagy egy reptéri kiosk-ban.
- begépel egy számkódot egy bérelt csomagmegőrzőben egy nyilvános helyen, például egy uszodában vagy egy reptéren

A kifigyelés bizonyos távolságról is megtehető segédeszköz használatával: távcsővel vagy más látásjavító eszközzel. Olcsó, kis méretű, zártkörű tévés kamerák rejthetők el a mennyezetre, a falra vagy berendezési tárgyakra az adat bevitel megfigyelésére. A kifigyelés megelőzésére ajánlott védeni a papír alapú dokumentumokat vagy a billentyűzetet a kifigyeléstől eltakarva a testünkkel vagy a másik kezünkkel.
A modern ATM-eknek elferdített kijelzőjük van, amely elriasztja a kifigyelőket. Egy bizonyos látószögön kívül elsötétedik, és csak úgy lehet látni a kijelző tartalmát, ha közvetlenül a gép előtt állunk.
Egyes esetekben a kártyaolvasók számpadja be van süllyesztve, és  gumi védőlemezzel veszik körbe jelentős részét a számpadnak. Ez megnehezíti a kifigyelést, ugyanis a  számpad láthatósága korlátozottá válik. Sőt, néhány számpad változtatja a fizikai elhelyezkedését a gomboknak minden egyes gombnyomás után. Például az egyes szám lehet a bal felső sarokban ez első nyomásnál és a másodiknál pedig már a jobb alsóban. Biztonsági kamerák sem megengedettek az ATM-ek felett.
A POS Terminal-ok gyakran elérhetők az üzletekben, bevásárlóközpontokban és benzinkutakon, és sokkal nehezebb megelőzni a kifigyelésüket, ugyanis gyakran látható a számláló. Egy jól bevált módszer védeni a számpadot egy kézzel, és a másikkal pedig gépelni a számokat.
Egy példa a kifigyelésre mikor egy nyilvános csomagmegőrzőben néhány ember olyan négyjegű PIN kódot választ, amelyek a bankkártyájának vagy hitelkártyájának is a kódja. Ezután egy tolvaj, aki kifigyelte a megőrzőnél, hozzáférhet a csomagmegőrzőhöz és a banki dolgokhoz, még mielőtt a tulajdonos blokkolhatná azokat.

## Fordítás
- Ez a szócikk részben vagy egészben a Shoulder surfing (computer security) című angol Wikipédia-szócikk fordításán alapul.  Az eredeti cikk szerkesztőit annak laptörténete sorolja fel. Ez a jelzés csupán a megfogalmazás eredetét és a szerzői jogokat jelzi, nem szolgál a cikkben szereplő információk forrásmegjelöléseként.